# Stenaphorurella metaparisi
Stenaphorurella metaparisi is een springstaartensoort uit de familie van de Tullbergiidae. De wetenschappelijke naam van de soort is voor het eerst geldig gepubliceerd in 1999 door Traser & Weiner.